# Magnitude (astronomie)
Pour les articles homonymes, voir Magnitude.

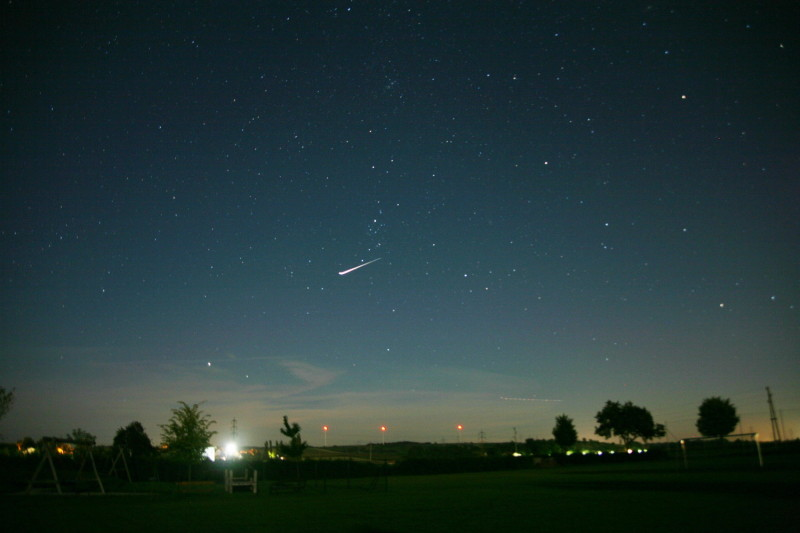
Sources lumineuses de différentes magnitudes.

En astronomie, la magnitude est une mesure sans unité de la luminosité d'un objet céleste dans une bande de longueurs d'onde définie, souvent dans le spectre visible ou infrarouge. Une détermination imprécise mais systématique de la grandeur des objets est introduite dès le IIe siècle av. J.-C. par Hipparque.
L'échelle est logarithmique et définie de telle sorte que chaque pas d'une grandeur change la luminosité d'un facteur 2,5. Une étoile de magnitude 1 est ainsi presque 100 fois plus brillante qu'une étoile de magnitude 6. Plus un objet apparaît clair, plus la valeur de sa magnitude est basse, les objets les plus lumineux atteignant des valeurs négatives.
Les astronomes utilisent deux définitions différentes de la grandeur : la magnitude apparente et la magnitude absolue. La magnitude apparente (m) est la luminosité d'un objet tel qu'il apparaît dans le ciel nocturne depuis la Terre. La magnitude apparente dépend de la luminosité intrinsèque d'un objet, de sa distance à la Terre et de l'extinction réduisant sa luminosité. La magnitude absolue (M) mesure la luminosité intrinsèque d'un objet ; elle est définie comme étant égale à la magnitude apparente qu'aurait cet objet s'il était placé à une certaine distance de la Terre (10 parsecs, pour les étoiles ; une définition plus complexe de la magnitude absolue est utilisée pour les planètes et les petits corps du Système solaire, basée sur leur luminosité à une unité astronomique de l'observateur et du Soleil).
Le Soleil a une magnitude apparente de −27, et Sirius, l'étoile visible la plus brillante du ciel nocturne, de −1,46. Des magnitudes apparentes peuvent également être attribuées à des satellites artificiels en orbite terrestre (la Station spatiale internationale, par exemple, atteignant parfois une magnitude de −6).

## Histoire
Le système de magnitude, parfois attribué, selon les références, au poète romain Manilius, à l'astronome grec Hipparque ou à l'astronome alexandrin Ptolémée, remonte à plus de deux millénaires. Il a pour objectif de classifier les étoiles en fonction de leur luminosité apparente, que ces auteurs considéraient comme une taille (magnitude signifiant « grandeur, taille »).
À l'œil nu, une étoile plus brillante telle que Sirius ou Arcturus apparaît plus grande que celles qui sont plus pâles. En 1736, le mathématicien John Keill décrit ainsi l'ancien système de magnitude à l'œil nu : « Les étoiles fixes semblent être de tailles différentes, non pas parce qu'elles le sont vraiment, mais parce qu'elles ne sont pas toutes également éloignées de nous. Celles qui sont les plus proches excelleront en luminosité et en taille tandis que les étoiles les plus éloignées donneront une lumière plus faible et sembleront plus petites à l'œil. De là naît la répartition des étoiles, selon leur ordre et leur dignité, en classes ; la première classe contenant celles qui sont les plus proches de nous, s'appelle les étoiles de première grandeur; celles qui sont après sont des étoiles de la deuxième grandeur… et ainsi de suite, jusqu'à ce que nous arrivions aux étoiles de la sixième grandeur, qui comprennent les plus petites étoiles qui peuvent être discernées à l'œil nu. Ainsi, toutes les autres étoiles, qui ne sont vues que par l'aide d'un télescope, et qui sont appelées télescopiques, ne sont pas comptées parmi ces six ordres. Bien que la distinction des étoiles en six degrés de grandeur soit communément reçue par les astronomes ; pourtant nous ne devons pas juger que chaque étoile particulière doit être exactement classée selon une certaine grandeur, qui est l'une des six; mais plutôt en réalité, il y a presque autant d'ordres d'étoiles que d'étoiles, peu d'entre elles étant exactement de la même ampleur et du même éclat. Et même parmi ces étoiles qui sont considérées comme la classe la plus brillante, il apparaît une variété de magnitude; car Sirius ou Arcturus sont chacun d'eux plus lumineux qu'Aldébaran ou même que l'étoile de Spica ; et pourtant toutes ces étoiles sont comptées parmi les étoiles du premier ordre. Et il y a des étoiles d'un tel ordre intermédial, que les astronomes ont différé dans leur classement ; certains mettant les mêmes étoiles dans une classe, d'autres dans une autre. Par exemple: Canis Minor a été placée par Tycho parmi les étoiles de la deuxième grandeur, que Ptolémée comptait parmi les étoiles de la première classe: et par conséquent, elle n'est pas vraiment du premier ou du deuxième ordre, mais devrait être classée entre les deux. » Plus l'étoile est brillante, plus la magnitude est petite : les étoiles brillantes, de « première magnitude », sont des étoiles de « 1re classe », tandis que les étoiles à peine visibles à l'œil nu sont de « sixième magnitude » ou de « 6e classe ». Le système est une simple délimitation de la luminosité stellaire en six groupes distincts, mais il ne tient pas compte des variations de luminosité au sein d'un groupe.
Tycho Brahe tente de mesurer directement la « grandeur » des étoiles en termes de taille angulaire, ce qui signifie en théorie que la magnitude d'une étoile peut être déterminée de façon plus précise que le jugement subjectif décrit dans la citation ci-dessus. Il conclut que les étoiles de première magnitude mesurent 2 minutes d'arc de diamètre apparent et les étoiles des magnitudes suivantes mesurent respectivement 1 1⁄2′, 1 1⁄12′, 3⁄4′, 1⁄2′ et 1⁄3′.
Le développement du télescope permet de montrer que ce raisonnement est faux, car les étoiles continuent d'avoir une taille apparente faible à travers. Cependant, les premiers télescopes produisent des images faussées, où l'étoile apparaît comme un disque plus large pour les étoiles plus brillantes. Les astronomes Galilée ou Giovanni Domenico Cassini prennent ces aberrations pour les dimensions réelles des étoiles, amenant à ce que, jusqu'au XVIIIe siècle, la magnitude était toujours considérée comme la taille de l'étoile. Johannes Hevelius produit une table très précise des mesures des tailles des étoiles à l'aide d'observations télescopiques. Cependant, les diamètres mesurés vont de plus de six secondes d'arc pour la première magnitude jusqu'à moins de deux secondes d'arc pour la sixième,.
À l'époque de William Herschel, les astronomes reconnaissent que les disques observés autour des étoiles sont des aberrations, mais continuent à parler davantage de la taille des étoiles que de leur luminosité. Au début du XIXe siècle, le système de magnitude reste utilisé et on parle encore des six classes. Cependant, au milieu du XIXe siècle, les astronomes mesurent les distances des étoiles par la méthode de la parallaxe et comprennent ainsi que les étoiles sont si éloignées qu'elles apparaissent essentiellement comme des sources ponctuelles de lumière. À la suite des progrès de la compréhension de la diffraction de la lumière et de la vision astronomique, les astronomes conçoivent que les tailles apparentes des étoiles sont faussées, car elles dépendent de l'intensité de la lumière en provenant, de sorte que les étoiles plus brillantes semblent plus grandes.

### Définition moderne
Les premières mesures photométriques, effectuées par exemple en utilisant une lumière pour projeter une « étoile » artificielle dans le champ de vision d'un télescope et en l'ajustant pour correspondre à la luminosité des étoiles réelles, démontrent que les étoiles de première magnitude sont environ 100 fois plus brillantes que les étoiles de sixième magnitude.
Ainsi, en 1856, Norman Robert Pogson propose qu'une échelle logarithmique reposant sur la racine cinquième de cent (qui vaut environ 2,512) soit adoptée entre les grandeurs, afin que les cinq échelons de magnitude correspondent précisément à un facteur 100 de luminosité,. Chaque intervalle d'une unité équivaut donc à une variation de luminosité d'un facteur 2,5 (environ). Par conséquent, une étoile de magnitude 1 est environ 2,5 fois plus brillante qu'une étoile de magnitude 2 ; 2,52 plus brillante qu'une étoile de magnitude 3 ; 2,53 plus brillante qu'une étoile de magnitude 4, et ainsi de suite.
Il s'agit du système de magnitude moderne, qui mesure la luminosité (et non la taille apparente) des étoiles. En utilisant cette échelle logarithmique, il est possible qu'une étoile soit plus brillante que la « première classe » : Arcturus ou Véga sont de magnitude 0, et Sirius est de magnitude −1,46[réf. nécessaire].

## Échelle
Comme mentionné ci-dessus, l'échelle semble fonctionner « en sens inverse », les objets de magnitude négative étant plus lumineux que ceux de magnitude positive. Plus la valeur est petite, plus l'objet est lumineux.

## Magnitude apparente et absolue
Deux des principaux types de magnitude distingués par les astronomes sont :
- la magnitude apparente, qui mesure la luminosité d'un objet tel qu'il apparaît dans le ciel nocturne ;
- la magnitude absolue, qui mesure la luminosité intrinsèque d'un objet (ou la lumière réfléchie pour les objets non lumineux comme les astéroïdes). Elle correspond à la magnitude apparente de l'objet vu à une distance spécifique (classiquement 10 parsecs, soit 32,6 années lumière).

La différence entre ces concepts peut être comprise en comparant deux étoiles. Bételgeuse (magnitude apparente 0,5 ; magnitude absolue −5,8) apparaît légèrement plus sombre dans le ciel qu'Alpha Centauri (magnitude apparente 0 ; magnitude absolue 4,4), même si elle émet des milliers de fois plus de lumière, car Bételgeuse est beaucoup plus éloignée.

### Magnitude apparente
Avec l'échelle de magnitude logarithmique moderne, deux objets, dont l'un est utilisé comme référence, dont les luminosités mesurées à partir de la Terre en unités de puissance par unité de surface (notamment watts par mètre carré) sont I1 et Iref, auront des grandeurs m1 et mref liées par
{\displaystyle m_{1}-m_{\rm {ref}}=-2.5\log _{10}\left({\frac {I_{1}}{I_{\rm {ref}}}}\right).}
En utilisant cette formule, l'échelle de magnitude peut être étendue au-delà de l'ancienne plage de magnitude 1–6, et elle devient une mesure précise de la luminosité plutôt qu'un simple système de classification. Les astronomes mesurent maintenant des différences aussi petites qu'un centième de grandeur. Les étoiles qui ont des magnitudes comprises entre 1,5 et 2,5 sont dites de seconde magnitude. Il existe environ 20 étoiles plus brillantes que 1,5, qui sont des étoiles de première magnitude. Par exemple, Sirius est de magnitude −1,46, Arcturus −0,04, Aldébaran 0,85, Alpha Virginis 1,04 et Procyon 0,34. Sous l'ancien système de magnitude, toutes ces étoiles auraient pu être classées comme étoiles de première magnitude.
Les magnitudes peuvent également être calculées pour des objets beaucoup plus brillants que les étoiles, comme le Soleil et la Lune, et pour des objets trop faibles pour que l'œil humain puisse les voir, comme Pluton.

### Magnitude absolue
Souvent, seule la magnitude apparente est mentionnée, puisqu'elle peut être mesurée directement. La magnitude absolue peut être calculée à partir de la magnitude apparente et de la distance depuis :
{\displaystyle m-M=5\left(\log _{10}d-1\right).}
Ceci est connu comme le module de distance, où d est la distance à l'étoile mesurée en parsecs, m est la magnitude apparente et M la magnitude absolue.
Si la ligne de visée entre l'objet et l'observateur est affectée par l'extinction due à l'absorption de la lumière par les poussières cosmiques, alors la luminosité apparente de l'objet sera d'autant plus faible et sa magnitude apparente augmente. Pour A magnitudes d'extinction, la relation entre les grandeurs apparente et absolue devient
{\displaystyle m-M=5\left(\log _{10}d-1\right)+A.}
Les magnitudes absolues stellaires sont généralement désignées par un M majuscule avec un indice pour indiquer la bande passante. Par exemple, MV est la magnitude à 10 parsecs dans la bande passante V. Une magnitude bolométrique (Mbol) est une grandeur absolue ajustée pour tenir compte du rayonnement sur toutes les longueurs d'onde. Elle est généralement plus petite (c'est-à-dire plus lumineuse) qu'une magnitude absolue dans une bande passante particulière, en particulier pour les objets très chauds ou très froids. Les magnitudes bolométriques sont formellement définies sur la base de la luminosité stellaire en watts, et sont normalisées pour être approximativement égales à MV pour les naines jaunes.
Les magnitudes absolues pour les objets du Système solaire sont fréquemment citées sur la base d'une distance d'une unité astronomique. Celles-ci sont désignées par la lettre H majuscule. Puisque ces objets sont principalement éclairés par la lumière réfléchie du Soleil, une magnitude H est définie comme la magnitude apparente de l'objet à 1 UA du Soleil et 1 UA de l'observateur.

### Exemples
Ce qui suit est un tableau donnant les magnitudes apparentes pour des objets célestes et des satellites artificiels allant du Soleil à l'objet le plus faible visible avec le télescope spatial Hubble (HST) :
| −27 | 6,31 × 1010 | Soleil               | −7 | 631         | SN 1006 (supernova)                                                   | 13 | 6,31 × 10−6  | 3C 273 (quasar)                   |
| −26 | 2,51 × 1010 |                      | −6 | 251         | SSI (max.)                                                            | 14 | 2,51 × 10−6  | Pluton (max.)                     |
| −25 | 10          |                      | −5 | 100         | Vénus (max.)                                                          | 15 | 10−6         |                                   |
| −24 | 3,98 × 109  |                      | −4 | 39,8        | Limite des objets visibles en plein jour avec le soleil à son maximum | 16 | 3,98 × 10−7  | Charon (max.)                     |
| −23 | 1,58 × 109  |                      | −3 | 15,8        | Jupiter (max.), Mars (max.)                                           | 17 | 1,58 × 10−7  |                                   |
| −22 | 6,31 × 108  |                      | −2 | 6,31        | Mercure (max.)                                                        | 18 | 6,31 × 10−8  |                                   |
| −21 | 2,51 × 108  |                      | −1 | 2,51        | Sirius                                                                | 19 | 2,51 × 10−8  |                                   |
| −20 | 108         |                      | 0  | 1           | Véga, Saturne (max.)                                                  | 20 | 10−8         |                                   |
| −19 | 3,98 × 107  |                      | 1  | 0,398       | Antarès                                                               | 21 | 3,98 × 10−9  | Callirrhoé (satellite de Jupiter) |
| −18 | 1,58 × 107  |                      | 2  | 0,158       | Alpha Ursae Minoris                                                   | 22 | 1,58 × 10−9  |                                   |
| −17 | 6,31 × 106  |                      | 3  | 0,0631      | Alpha Canum Venaticorum                                               | 23 | 6,31 × 10−10 |                                   |
| −16 | 2,51 × 106  |                      | 4  | 0,0251      | Alpha Cancri                                                          | 24 | 2,51 × 10−10 |                                   |
| −15 | 106         |                      | 5  | 0,01        | Vesta (max.), Uranus (max.)                                           | 25 | 10−10        | Fenrir (satellite de Saturne)     |
| −14 | 3,98 × 105  |                      | 6  | 3,98 × 10−3 | Limite de l'œil nu sans pollution lumineuse                           | 26 | 3,98 × 10−11 |                                   |
| −13 | 1,58 × 105  | Pleine lune          | 7  | 1,58 × 10−3 | Cérès (max.)                                                          | 27 | 1,58 × 10−11 | Limite des télescopes de 8 mètres |
| −12 | 6,31 × 104  |                      | 8  | 6,31 × 10−4 | Neptune (max.)                                                        | 28 | 6,31 × 10−12 |                                   |
| −11 | 2,51 × 104  |                      | 9  | 2,51 × 10−4 |                                                                       | 29 | 2,51 × 10−12 |                                   |
| −10 | 104         |                      | 10 | 10−4        | Limite des lunettes 7×50                                              | 30 | 10−12        |                                   |
| −9  | 3,98 × 103  | Flash Iridium (max.) | 11 | 3,98 × 10−5 | Proxima Centauri                                                      | 31 | 3,98 × 10−13 |                                   |
| −8  | 1,58 × 103  |                      | 12 | 1,58 × 10−5 |                                                                       | 32 | 1,58 × 10−13 | Limite d'Hubble                   |

### Autres échelles
Avec le système de Pogson, l'étoile Véga était utilisée comme étoile de référence, avec une magnitude apparente définie comme étant zéro, indépendamment de la technique de mesure ou du filtre de longueur d'onde. C'est pourquoi les objets plus brillants que Véga, comme Sirius (magnitude Véga de −1,46 ou −1,5), ont des magnitudes négatives. Cependant, à la fin du XXe siècle, il est constaté que la luminosité de Véga varie, ce qui la rend inadaptée pour être une référence absolue.
Le système de référence est alors modernisé pour ne pas dépendre de la stabilité d'une étoile particulière. C'est pourquoi la valeur moderne de la magnitude de Véga est proche de zéro sans être exactement égale, mais plutôt de 0,03 dans la bande V (visuelle). Les systèmes de référence absolus actuels comprennent le système de magnitude AB, dans lequel la référence est une source avec une densité de flux constante par unité de fréquence, et le système STMAG, dans lequel la source de référence est plutôt définie pour avoir une densité de flux constante par unité de longueur d'onde[réf. nécessaire].